# 巴尔沃利亚
巴尔沃利亚，是西班牙卡斯蒂利亚-莱昂塞戈维亚省的一个市镇。 总面积26平方公里，总人口215人（2001年），人口密度8人/平方公里。